# Ligidium rishikondensis
Ligidium rishikondensis is een pissebed uit de familie Ligiidae. De wetenschappelijke naam van de soort is voor het eerst geldig gepubliceerd in 1989 door Kumari, Hanumantha-Rao & Shyamasundari.